# Kevyson
Kevyson Costa e Silva (Leopoldina, 29 marzo 2004) è un calciatore brasiliano, difensore del Santos.

## Carriera
Kevyson ha iniziato la sua carriera con l'AMDH prima di firmare con il Figueirense nel 2018 dopo un periodo di prova. Nel 2019 è passato all'Athl. Paranaense.
Il 26 marzo 2022 ha firmato con il Santos che lo ha assegnato alla squadra Under-20. Il 2 settembre ha rinnovato il contratto con il club fino al 2026. Il 29 giugno 2023 ha debuttato con la prima squadra giocando titolare contro il Blooming in Coppa Sudamericana e tre giorni più tardi ha esordito anche in Série A sostituendo Gabriel Inocêncio contro il Cuiabá.

## Statistiche

### Presenze e reti nei club
Statistiche aggiornate al 13 agosto 2023.
| Stagione        | Squadra         | Campionato      | Campionato | Campionato | Coppe nazionali | Coppe nazionali | Coppe nazionali | Coppe continentali | Coppe continentali | Coppe continentali | Altre coppe | Altre coppe | Altre coppe | Totale | Totale | Totale |
| Stagione        | Squadra         | Comp            | Pres       | Reti       | Comp            | Pres            | Reti            | Comp               | Pres               | Reti               | Comp        | Pres        | Reti        | Pres   | Reti   |        |
| --------------- | --------------- | --------------- | ---------- | ---------- | --------------- | --------------- | --------------- | ------------------ | ------------------ | ------------------ | ----------- | ----------- | ----------- | ------ | ------ | ------ |
| 2023            | Santos          | A1/SP+A         | 0+5        | 0          | CB              | 0               | 0               | CS                 | 1                  | 0                  |             | -           | -           | 6      | 0      |        |
| Totale carriera | Totale carriera | Totale carriera | 5          | 0          |                 | 0               | 0               |                    | 1                  | 0                  |             | -           | -           | 6      | 0      |        |

## Palmarès

### Club

#### Competizioni nazionali
- Campeonato Brasileiro Série B: 1

Santos: 2024